# STS-45
STS-45 est la onzième mission de la navette spatiale Atlantis. Elle est aussi la première à emporter un belge dans l’espace.

## Équipage
- Commandant : Charles F. Bolden (3)  États-Unis
- Pilote : Brian Duffy (1)  États-Unis
- Spécialiste de mission 1 : Kathryn D. Sullivan (3)  États-Unis
- Spécialiste de mission 2 : David C. Leestma (3)  États-Unis
- Spécialiste de mission 3 : Michael Foale (1)  États-Unis
- Spécialiste du chargement 1 : Byron K. Lichtenberg (2)  États-Unis
- Spécialiste du chargement 2 : Dirk Frimout (1)  Belgique

Le chiffre entre parenthèses indique le nombre de vols spatiaux effectués par l'astronaute au moment de la mission.

## Paramètres de la mission
- Masse :
  - Navette à vide : 93 009 kg
  - Chargement : 9 947 kg
- Périgée : 282 km
- Apogée : 294 km
- Inclinaison : 57°
- Période : 90,3 min

## Objectifs
Mission d'étude de l'atmosphère dans le cadre du programme Earth Observing System. STS-45 a emmené l'Atmospheric Laboratory of Applications and Science (ATLAS-1) en orbite.